# Claricia
Claricia est une enlumineuse allemande ayant vécu au XIIIe siècle.

## Enlumineuse
Il existe un autoportrait présumé d'elle dans un psautier en latin paru vers 1175-1250 et conservé au Walters Art Museum à Baltimore. On y voit son corps former la queue de l'initiale ornée Q au début du psaume Quid gloriaris in malicia qui potens es in iniquitate (Psaume 52:3), ses mains soutenant l'œil de la lettre, et la mention de son nom encadrant son visage. Elle n'a pas la tête couverte comme un religieuse, sa coiffure et ses vêtements ne semblent pas indiquer une condition monastique.
Le psautier est l'œuvre de plusieurs religieuses bénédictines et peut avoir été destiné au monastère Saint-Ulrich-et-Sainte-Afre (de) d'Augsbourg.
L'attitude de Claricia et ses habits ont fait supposer qu'elle n'était pas religieuse mais élève laïque au monastère ; toutefois, il n'y a pas de certitude à ce sujet.
Au Moyen Âge, nombre d'enlumineurs et copistes signaient leur travail et certains se représentaient également ; ces artistes ou scribes étaient des femmes pour une partie d'entre eux. La présence de signature et d'autoportrait semble attester de leur propre reconnaissance de la valeur de leur travail. La signature et l'autoportrait de Claricia sont aujourd'hui l'une des plus anciennes traces de représentation de femmes artistes — et peut-être parmi les premières de ces représentations.